# Кубок мира по вольной борьбе 1973
Кубок мира по борьбе 1973 года прошёл 19—20 мая в Толидо (США) на арене Толидо Филдхаус. Соревнования проводились под эгидой ФИЛА и Союза спортсменов любителей США. Соревнования проходили только в вольном стиле, между собой соревновались команды от трёх континентов (Европа — СССР, Азия — Япония, Америка — Канада) и команды страны-хозяйки соревнований — США. Это было первое после длительного перерыва проведение розыгрыша кубка мира по вольной борьбе (последнее состоялось в 1958 году в Софии, НРБ), и первое с участием североамериканских команд. Обладателем кубка мира стала сборная СССР.

## Общий зачёт
| Баллы | Баллы  | Баллы |
| ----- | ------ | ----- |
| 1     | СССР   | 6     |
| 2     | США    | 4     |
| 3     | Япония | 2     |
| 4     | Канада | 0     |

| Общее количество финалистов | Общее количество финалистов | Общее количество финалистов | Общее количество финалистов | Общее количество финалистов | Общее количество финалистов | Общее количество финалистов |
| Место                       | Страна                      | 1-е место                   | 2-е место                   | 3-е место                   | 4-е место                   | Всего                       |
| --------------------------- | --------------------------- | --------------------------- | --------------------------- | --------------------------- | --------------------------- | --------------------------- |
| 1                           | СССР                        | 6                           | 4                           | 0                           | 0                           | 10                          |
| 2                           | США                         | 2                           | 4                           | 4                           | 0                           | 10                          |
| 3                           | Япония                      | 2                           | 2                           | 3                           | 1                           | 8                           |
| 4                           | Канада                      | 0                           | 0                           | 3                           | 7                           | 10                          |
| Итого                       | Итого                       | 10                          | 10                          | 10                          | 8                           | 38                          |

## Финалисты в индивидуальном зачёте
| Категория | 1 место             | 2 место          | 3 место        | 4 место (не призовое) |
| --------- | ------------------- | ---------------- | -------------- | --------------------- |
| 48 кг     | Акира Кудо          | Рафик Гаджиев    | Дэйв Рейндж    | Альберт Читархарт     |
| 52 кг     | Арсен Алахвердиев   | Юдзи Такада      | Джим Карр      | Гай Зинк              |
| 57 кг     | Роин Доборджгинидзе | Дональд Бем      | Хироси Канеко  | Джо Дель’Аквила       |
| 62 кг     | Виктор Маркелов     | Акира Мияхара    | Даг Мозес      | Тим Венцель           |
| 68 кг     | Ллойд Кизер         | Павел Пинигин    | Кикуо Вада     | Джон Макфедран        |
| 74 кг     | Дзиитиро Датэ       | Руслан Ашуралиев | Стэнли Дзидзич | Джон Дэвис            |
| 82 кг     | Джон Петерсон       | Виктор Новожилов | Терри Пейс     | Масару Мотеги         |
| 90 кг     | Леван Тедиашвили    | Бен Петерсон     | Макото Камада  | Элвин Мартин          |
| 100 кг    | Иван Ярыгин         | Рассел Хелликсон | Клод Пилон     | нет                   |
| +100 кг   | Сослан Андиев       | Майкл Маккриди   | Гарри Герис    | нет                   |